# Metamorphosen (Zeitschrift)
Die metamorphosen sind eine deutschsprachige Literaturzeitschrift, die im Berliner Elfenbein Verlag erscheint.

## Geschichte
Die metamorphosen wurden 1991 von Brigitte Badelt, Sven Limbeck, Maike Lührs, David Potter und Christof Nikolaus Schröder in Heidelberg gegründet und erschienen zunächst zwischen 1991 und 2000 vierteljährlich als studentische Literatur-, Kunst- und Kulturzeitschrift. Während die Gründer der „Unabhängigen Zeitung am Germanistischen Seminar“ (so der Untertitel der ersten Nummern) auch ein (hochschul-)politisches Anliegen verfolgten, gewann die Zeitschrift unter der Herausgeberschaft von Ingo Držečnik und Roman Pliske seit 1994 ein literarisches und feuilletonistisches Profil: Neben Veröffentlichungen neuer Lyrik und Prosa wurden auch Buchrezensionen, Filmbesprechungen, Kunstkritiken und Essays veröffentlicht. Die Zeitschrift erschien ab 1996 im Elfenbein Verlag.
Nach einer mehrjährigen Pause erschienen die metamorphosen zwischen April 2013 und April 2023 in neuer Folge unter der Herausgeberschaft von Moritz Müller-Schwefe und Michael Watzka in Berlin, zunächst weiterhin im Elfenbein Verlag. Die Redaktion bestand vor allem aus Studierenden, das Konzept der alten Folge wurde in Teilen beibehalten. In den Fokus rückten vor allem bisher unveröffentlichte Texte abseits des Mainstreams; das Magazin verstand sich als "Seismograph" für junge Literatur.
Feste Bestandteile eines jeden Hefts waren dabei ausführliche Autoren-Interviews (z. B. mit Wolfgang Welt, Jonathan Franzen, Juan S. Guse, Sarah Khan, Joshua Cohen, Daniel Kehlmann, Katja Petrowskaja, Leif Randt), Verlags- und Autorenporträts, unveröffentlichte Lyrik und Prosa, die Serie "Ein Gedicht von..." (z. B. mit Ron Winkler, Natalie Wise, Anna Hetzer, Mareen Bruns, Matthias Friedrich, Maddalena Vaglio Tanet, Sascha Kokot und Felix Schiller) sowie Buchrezensionen und die Kulturberichterstattung. Ab Oktober 2013 waren die metamorphosen auf verschiedenen Plattformen auch als E-Paper erhältlich. Die Ausgaben 34|4 bis 36|6 wurden durch den Deutschen Literaturfonds e.V. Darmstadt gefördert. Im Herbst 2014 traten die metamorphosen als Medienpartner des Literaturprojekts "Comment" der Lettrétage Berlin in Erscheinung.
Ab Oktober 2015 erschien das Magazin im Verbrecher Verlag – und in einem neuen Design, das in Kooperation mit der FH Potsdam und den Gestalterinnen Lena Hegger und Luisa Preiß entwickelt wurde. Im Frühjahr 2016 riefen die metamorphosen gemeinsam mit dem Münchner Literaturmagazin Das Prinzip der sparsamsten Erklärung den "Superpreis für Literatur" ins Leben. Mit diesem wurden im Juni 2016 die Autoren Martin Piekar, Andreas Reichelsdorfer und Felix Schiller ausgezeichnet. Ende April 2017 erschien eine Sonderausgabe der metamorphosen zur sogenannten Alternative Literature. Gastherausgeber der Ausgabe war der Schriftsteller Marc Degens. 
Im April 2023 erschien die letzte Nummer dieser Neuen Folge.
Ab Oktober 2024 erscheinen die metamorphosen wieder regelmäßig im Elfenbein Verlag.

## Belege
1. ↑  metamorphosen. Zeitschrift für Literatur, abgerufen am 28. August 2024.
2. ↑  Zu neuen Ufern. Rezension. In:  Frankfurter Allgemeine Zeitung, 9. März 2016 (Nr. 58), S. 12.